# Condado de Union (Iowa)
El condado de Union  (en inglés: Union County, Iowa), fundado en 1851, es uno de los 99 condados del estado estadounidense de Iowa. En el año 2000 tenía una población de 12 309 habitantes con una densidad poblacional de 11 personas por km². La sede del condado es Creston.

## Geografía
Según la Oficina del Censo, el condado tiene un área total de 1103 km² (425,9 mi²), de la cual 1099 km² (424,3 mi²) es tierra y 4 km² (1,5 mi²) es agua.

### Condados adyacentes
- Condado de Adair noroeste
- Condado de Madison noreste
- Condado de Clarke este
- Condado de Ringgold sur
- Condado de Adams oeste

## Demografía
En el 2000 la renta per cápita promedia del condado era de $31 905, y el ingreso promedio para una familia era de $41 453. El ingreso per cápita para el condado era de $16 690. En 2000 los hombres tenían un ingreso per cápita de $27 700 contra $20 760 para las mujeres. Alrededor del 11.40% de la población estaba bajo el umbral de pobreza nacional.
| 1900   | 1910   | 1920   | 1930   | 1940   | 1950   | 1960   | 1970   | 1980   | 1990   | 2000   |
| ------ | ------ | ------ | ------ | ------ | ------ | ------ | ------ | ------ | ------ | ------ |
| 19 928 | 16 616 | 17 268 | 17 435 | 16 280 | 15 651 | 13 712 | 13 557 | 13 858 | 12 750 | 12 309 |

## Lugares

### Ciudades y pueblos
- Afton
- Arispe
- Creston
- Cromwell
- Kent
- Lorimor
- Shannon City
- Thayer

### Principales carreteras
- U.S. Highway 34
- U.S. Highway 169
- Carretera de Iowa 25